# Liviu Franga
Liviu Franga (n.20 decembrie 1955, București) este un filolog și traducător român contemporan, preocupat de filologia greco-romană. Este profesor doctor la Facultatea de Limbi și Literaturi Străine a Universității din București, Catedra de Filologie Clasică. A fost decan al acestei facultăți.
Este specializat în poetica latină clasică, istoria literaturii latine (căreia i-a consacrat câteva studii) și a civilizației romane dar și în gramatica limbii latine. A tradus din limba franceză, alături de soția sa, lucrarea lui Pierre Grimal, Literatura latină.

## Lucrări (selectiv)
- Poetica lui Hasdeu, Editura Roza Vânturilor, București,2006
- Poeții latini și poezia lor, vol. I, Editura Universității din București, 2007
- Poetii latini și poezia lor, vol. II, 2008
- Poetica latinǎ clasicǎ, Fundatia "România de Mâine", 1997
- Nova Studia Classica Culegere de studii și articole cu diverși autori, Editura Universitǎții, București, 2003
- Pierre Grimal, Literatura latinǎ, traducere de Liviu și Mariana Franga, Editura Teora, București, 1997
- Clasic printre postmoderni. Studii, eseuri, cronici, cu o prefață de Lidia Vianu, Ed.P rinceps Edit, Iași, 2008